# Édmée Chandon
Édmée Marie Juliette Chandon (født 21. november 1885, død 8. marts 1944) var en astronom, kendt for at være den første professionelle kvindelige astronom i Frankrig. Hun arbejdede på Parisobservatoriet fra 1908 indtil sin pension i 1941.

## Biografi
Chandon er datter af Marie Duhan og købmand François Chandon og født den 21. november 1885 i det 11. arrondissement i Paris. Hun er den ældste i en søskendeflok på 5. I juli 1906 afsluttede hun sin eksamen i matematiske videnskaber ved Faculté des sciences de Paris. Hun begyndte at arbejde på Parisobservatoriet i november 1908 som praktikant, hvor hun mødte Jacques Jean Trousset, efter at han blev medlem af hendes hold i januar 1909. De giftede sig den 6. april 1910 i Saint-Cloud, men ægteskabet var kortvarigt; parret blev skilt den 26. april 1911.
Den 28. februar 1912 blev Chandon udnævnt til aide astronome et attachée ved Parisobservatoriet, med virkning fra 1. marts, og udnævnelsen gjorde hende til den første professionelle kvindelige astronom i Frankrig. L'Aurore erklærede udnævnelsen for en "ny feministisk sejr". Chandon repræsenterede Paris-observatoriet ved Fête du Soleil, organiseret af Société astronomique de France, ved Eiffeltårnet den 22. juni 1914. I marts 1930 forsvarede Chandon sin afhandling "Forskning om tidevand i Rødehavet og Suezbugten", hvor hun viser, at tidevandene i Rødehavet og Suezbugten er eksempler på stående bølger. Hun pensionerede sig den 1. oktober 1941. Den 17. maj 1943 foreslog det franske videnskabsakademi fire kandidater til ministeren for national uddannelse til stillinger som titulære astronomer i Parisobservatoriet, herunder Chandon.
Chandon døde i sit hjem i Paris den 8. marts 1944. Efter at det blev opdaget i 1935 blev asteroiden 1341 Edmée opkaldt til hendes ære.